# Parameter (računalništvo)
Parámeter ali argumènt je dodatna možnost, ki jo ponuja program. Lahko je pogojni ali pa obvezni. Navedemo ga lahko pred zagonom programa v ukazni vrstici. Ločeni so z enojnimi presledki. Pri programiranju so parametri možnosti, ki jih ponuja funkcija in jih podamo ob klicu funkcije.
Zgled uporabe parametrov za program ls:
```
 ~$ ls -a
```

Tukaj se bo program ls pognal s parametrom -a, ki bo izpisal vsebino domačega imenika, vključno s skritimi datotekami in imeniki.